# La Corse Votre Hebdo
 (août 2015).
Si vous disposez d'ouvrages ou d'articles de référence ou si vous connaissez des sites web de qualité traitant du thème abordé ici, merci de compléter l'article en donnant les références utiles à sa vérifiabilité et en les liant à la section « Notes et références ».
La Corse Votre Hebdo est un hebdomadaire régional du Groupe Nice-Matin. C'est un supplément encarté du quotidien Corse-Matin, paraissant le vendredi et édité par la S.A Corse-Presse appartenant jusqu'en 2013 au (Groupe Hersant Média).
Né en juillet 1999, sur les cendres du quotidien La Corse à l'occasion de la fusion des deux quotidiens régionaux de Corse (voir Corse-Matin), le journal veut traiter à la fois des sujets de fond et être proche des gens vivant dans l'Ile de Beauté, en évoquant souvent le terroir, les traditions, mais aussi la politique et l'économie.
Il a été créé et dirigé jusqu'en décembre 2008 par Jean-René Laplayne depuis Ajaccio, avec une équipe d'une quinzaine de journalistes et correspondants. Depuis janvier 2009, la rédaction - spécifique jusqu'alors - a fusionné avec celle de son quotidien de référence Corse-Matin, conséquence de la reprise en main du groupe par GHM (Groupe Hersant). À partir de 2009, Jacques Renucci est nommé directeur de La Corse Votre Hebdo et Véronique Emmanuelli directrice adjointe. Les deux journalistes animent la publication avec un réseau dense de correspondants et la participation de rédacteurs du quotidien Corse-Matin. Selon OJD[source insuffisante], les ventes de l'Hebdo sont au plus haut pendant cette période faisant  de La Corse Votre Hebdo le fleuron du groupe Corse-Presse.
De format tabloïd à sa création, il est passé au berlinois depuis juin 2006, avec 32 à 48 pages tout en couleurs. Il est imprimé depuis cette date sur les rotatives du groupe à Lucciana (Haute Corse).
Le quotidien Corse-Matin épargné par le redressement judiciaire du groupe Nice-Matin est cédé en 2013 à Bernard Tapie actionnaire unique de La Provence. Bernard Tapie nomme Roger Antech PDG du groupe Corse Presse, directeur de la rédaction de Corse-Matin, de Femina et de La Corse Votre Hebdo.
Le vendredi 24 juillet, la S.A Corse-Presse édite une nouvelle formule de l'hebdo et change le titre qui devient Settimana - La Corse Votre Hebdo 